# Mogiel
Mogiel est une localité polonaise de la gmina rurale de Lipnica située dans le powiat de Bytów en voïvodie de Poméranie. Elle se trouve à environ 17 km au sud de Bytów et 90 km au sud-ouest de la capitale régionale Gdańsk.

## Géographie

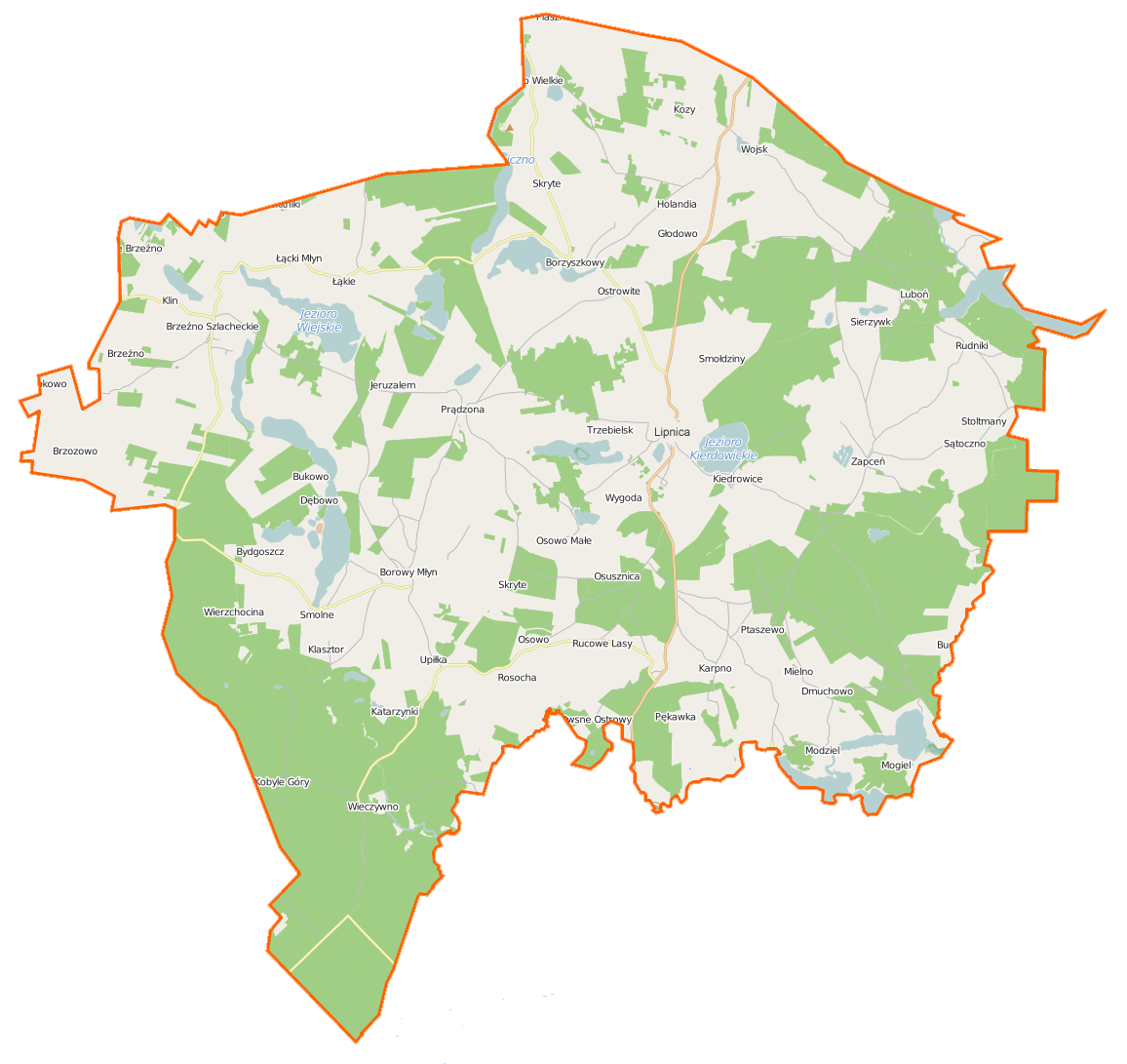
Carte de la gmina de Lipnica.